# Жилинці (Чортківський район)
Жи́линці — село в Україні, у Борщівській міській громаді Чортківського району Тернопільської області. Розташоване на річці Нічлава, на півночі району. До Жилинців приєднано хутори Замлин, Залипи, Поруби.
До 2015 село було центром сільради.
Населення — 385 осіб (2003).

## Географія
Село розташоване на відстані 368 км від Києва, 80 км — від обласного центру міста Тернополя та 9 км від міста Борщів.

### Клімат
Для села характерний помірно континентальний клімат. Жилинці розташовані у «теплому Поділлі» — найтеплішому регіоні Тернопільської області.
| Клімат Жилинців           | Клімат Жилинців | Клімат Жилинців | Клімат Жилинців | Клімат Жилинців | Клімат Жилинців | Клімат Жилинців | Клімат Жилинців | Клімат Жилинців | Клімат Жилинців | Клімат Жилинців | Клімат Жилинців | Клімат Жилинців | Клімат Жилинців |
| Показник                  | Січ.            | Лют.            | Бер.            | Квіт.           | Трав.           | Черв.           | Лип.            | Серп.           | Вер.            | Жовт.           | Лист.           | Груд.           | Рік             |
| Середній максимум, °C     | −1,2            | 0,4             | 5,5             | 14,0            | 19,8            | 22,9            | 24,1            | 23,5            | 19,5            | 13,3            | 6,1             | 1,1             | 12              |
| Середня температура, °C   | −4,6            | −3              | 1,5             | 8,7             | 14,2            | 17,5            | 18,9            | 18,1            | 14,3            | 8,6             | 3,0             | −1,8            | 7               |
| Середній мінімум, °C      | −7,9            | −6,3            | −2,5            | 3,5             | 8,7             | 12,2            | 13,7            | 12,7            | 9,1             | 4,0             | −0,1            | −4,6            | 3               |
| Норма опадів, мм          | 33              | 31              | 32              | 53              | 74              | 99              | 99              | 65              | 54              | 35              | 35              | 38              | 648             |
| ------------------------- | --------------- | --------------- | --------------- | --------------- | --------------- | --------------- | --------------- | --------------- | --------------- | --------------- | --------------- | --------------- | --------------- |
| Джерело: climate-data.org |                 |                 |                 |                 |                 |                 |                 |                 |                 |                 |                 |                 |                 |

## Історія
Відоме з першої половини XV століття.
Діяли товариства «Просвіта», «Сокіл», «Сільський господар», «Рідна школа».
У 1940-1941, 1944-1959 роках село належало до Скала-Подільського району Тернопільської області. З ліквідацією району 1959 року увійшло до складу Борщівського району.
1942 у Жилинцях відбувся бій радянських партизанів із німцями. Після відступу партизанів більшість чоловіків була вивезена до Німеччини.
По закінченню Другої світової війни у 1946—1947 роках мешканці села пережили голод.
З 24 серпня 1991 року село входить до складу незалежної України.
Від вересня 2015 до 20 листопада 2020 р. у складі Озерянської сільської громади.
До 19 липня 2020 р. належало до Борщівського району.
З 20 листопада 2020 р. належить до Борщівської міської громади.

## Населення
За даними перепису населення 2001 року мовний склад населення села був таким:

### Мова
Розподіл населення за рідною мовою за даними перепису 2001 року:
| Мова       | Кількість | Відсоток |
| ---------- | --------- | -------- |
| українська | 403       | 99.75%   |
| російська  | 1         | 0.25%    |
| Усього     | 404       | 100%     |

## Релігія
- церква Преображення Господнього (1910, мурована, УГКЦ),
- капличка (1994).

## Пам'ятники

Погруддя Тараса Шевченка

Встановлено пам'ятний хрест на честь скасування панщини та погруддя Тараса Шевченка (1992).
Пам'ятник Т. Шевченку
Щойновиявлена пам'ятка монументального мистецтва.
Встановлений 1992 р.
Погруддя — бетон, постамент — камінь, цегла.
Погруддя — 0,85 м, постамент — 2 м.

## Відомі люди

### Народилися
- Б. Федчук — публіцист, громадський діяч у США.

## Світлини

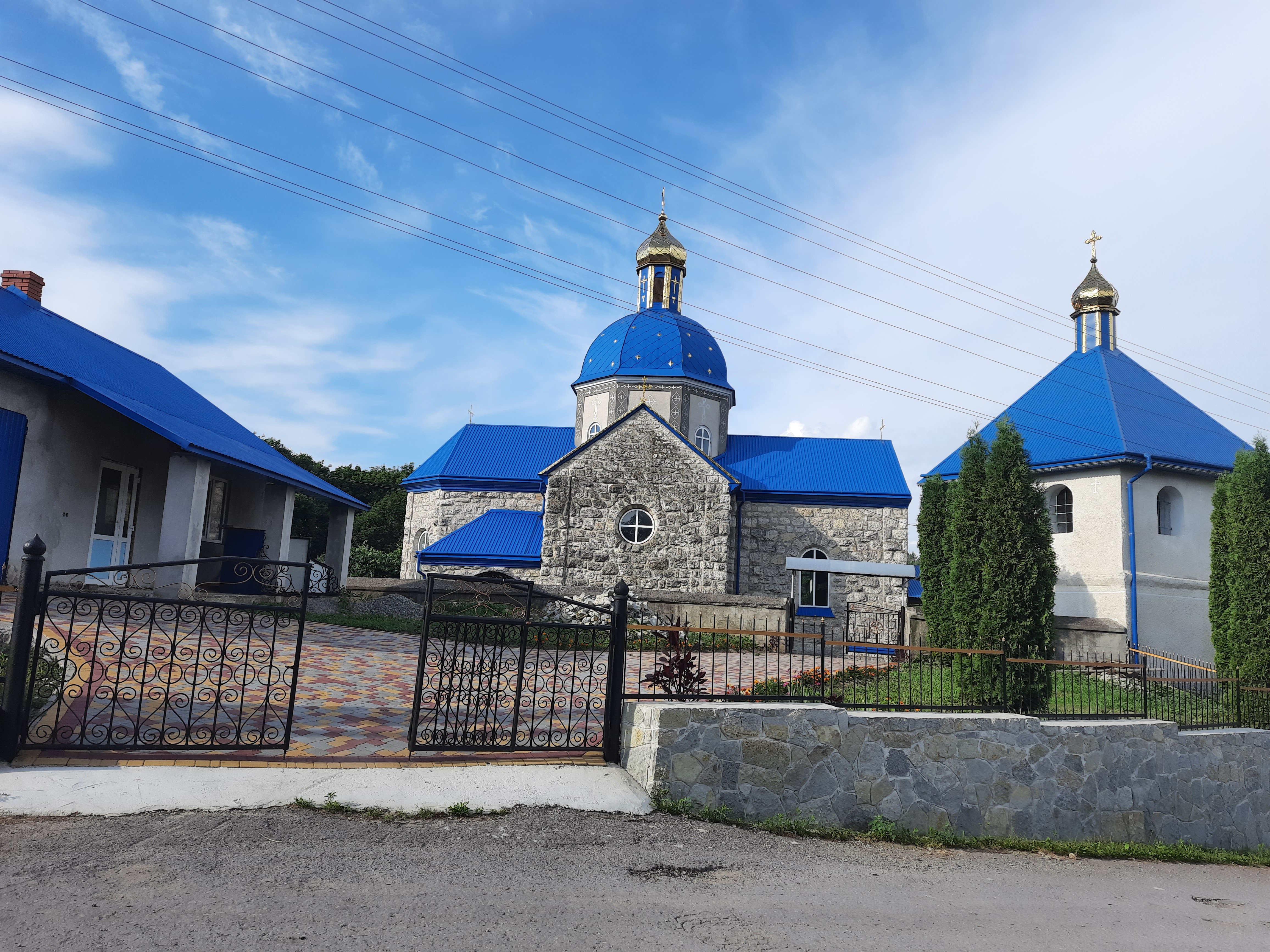
Церква Преображення Ісуса Христа 1910р
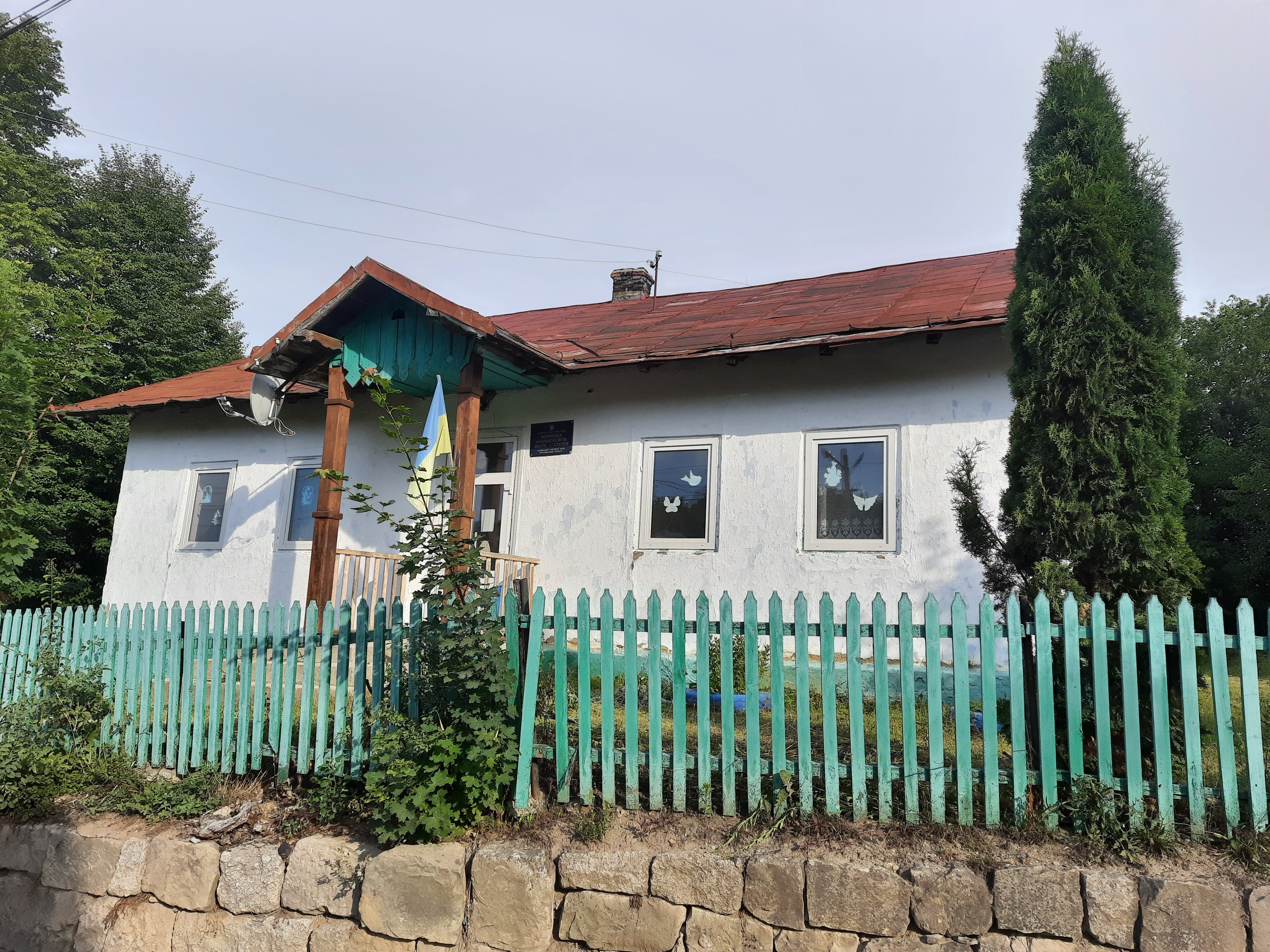
Столітня школа
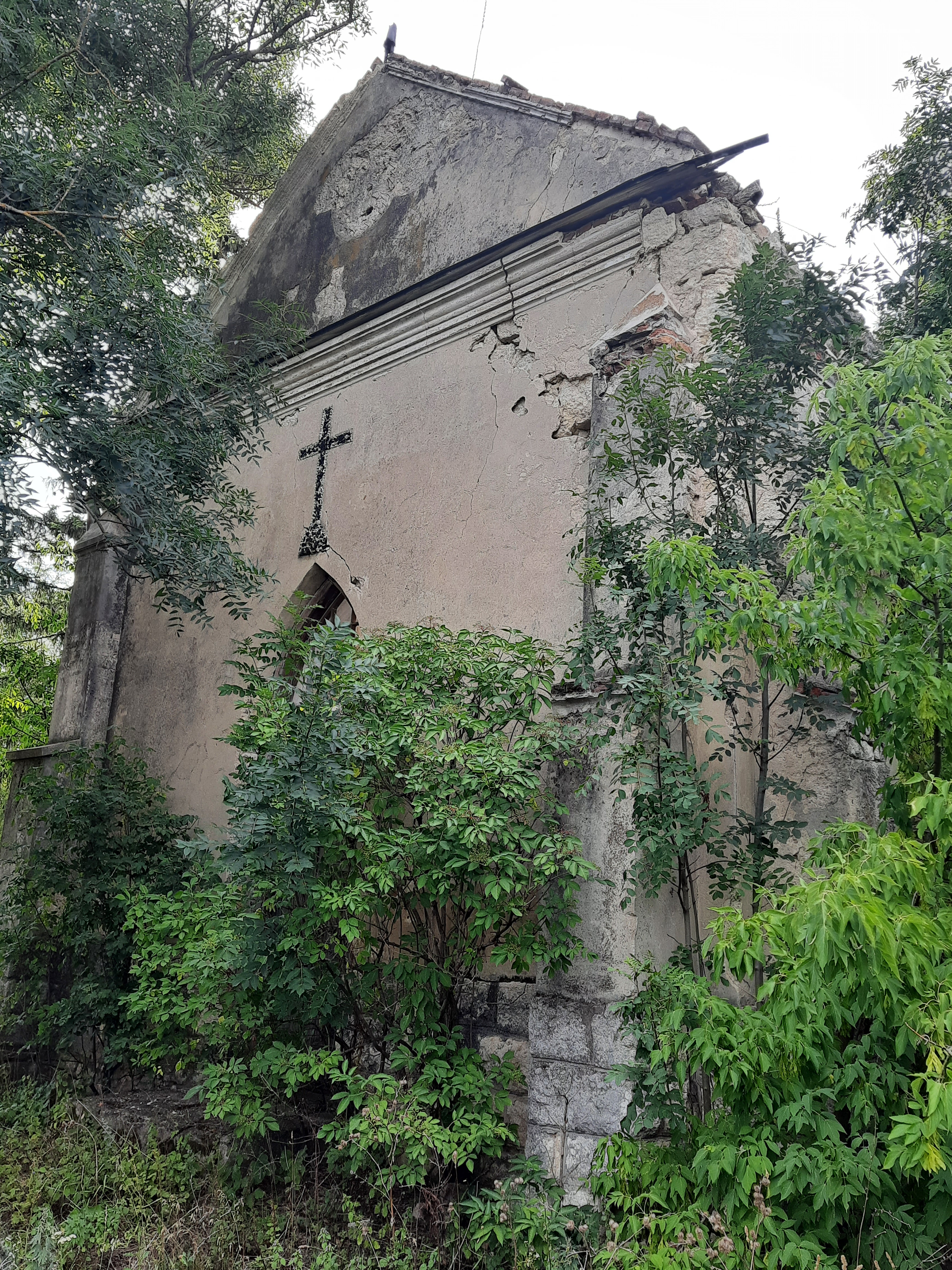
Костел 1909р
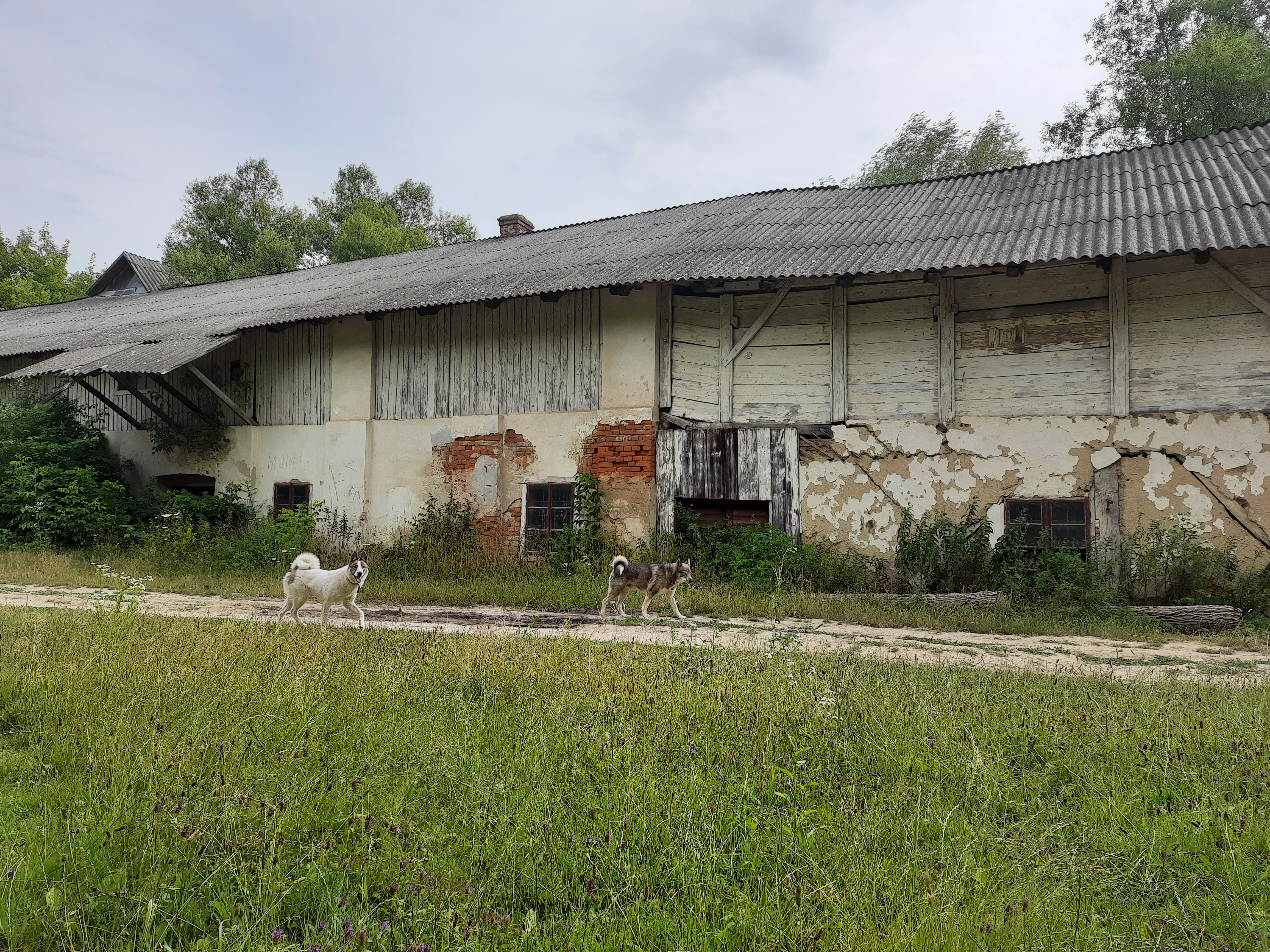
Старий млин біля ставка